# Лассер, Ганс
Ганс Лассер (нем. Hans Lasser; * 13 октября 1891 г. Мец, Лотарингия, Германская империя; † 14 июля 1932 г. Мюнхен) — немецкий художник-экспрессионист.

## Жизнь и творчество
Родился в Меце (Лотарингия), который по итогам Франко-прусской войны с 1871 года входил в состав Германии. Начальное художественное образование получил в Страсбурге; затем, в 1911—1913 годах, в мюнхенской Академии изящных искусств в классе Карла фон Марра. В 1914 году, перед началом Первой мировой войны, художник совершает поездку в Париж. После её окончания, в 1918 году живёт и работает в Мюнхене. С 1920 года участвует в культурном движении «Мюнхенский сецессион», в рамках которого выставляет созданные им портреты, пейзажи и фигуративные полотна.
В 1922 году Ганс Лассер участвует в мюнхенской выставке «10 лет Нового искусства в Мюнхене», в которой также принимают участие такие мастера, как Отто Дикс, Лионель Фейнингер, Макс Эрнст. В 1924 году он вновь выставляется на этой выставке, теперь уже с Ловисом Коринтом и Оскаром Кокошкой. В 1926 он сопровождает писателя и журналиста Георга Бриттинга и художника Йозефа Ахмана в их длительной поездке по Италии; в газетах Магдебурга и Франкфурта-на-Майне выходят путевые очерки Г.Бриттинга с рисунками Г.Лассера, серия «Итальянские впечатления» (Italienische Impressionen"). В июне-октябре 1929 года, на выставке «Прекрасный человек в Новом искусстве», в Лармштадте, наряду с работами Марка Шагала, Макса Пехштейна и Оскара Шлеммера, были представлены два полотна Ганса Лассера. В начале октября 1930 года он своими шестью работами участвует в экспозиции «Немецкое искусство» в Стеклянном дворце Мюнхена.
Скончался в возрасте 40 лет. Вдова его, Вильгельмина Лассер, после смерти мужа 15 лет проработала врачом-миссионером в Китае.

## Галерея

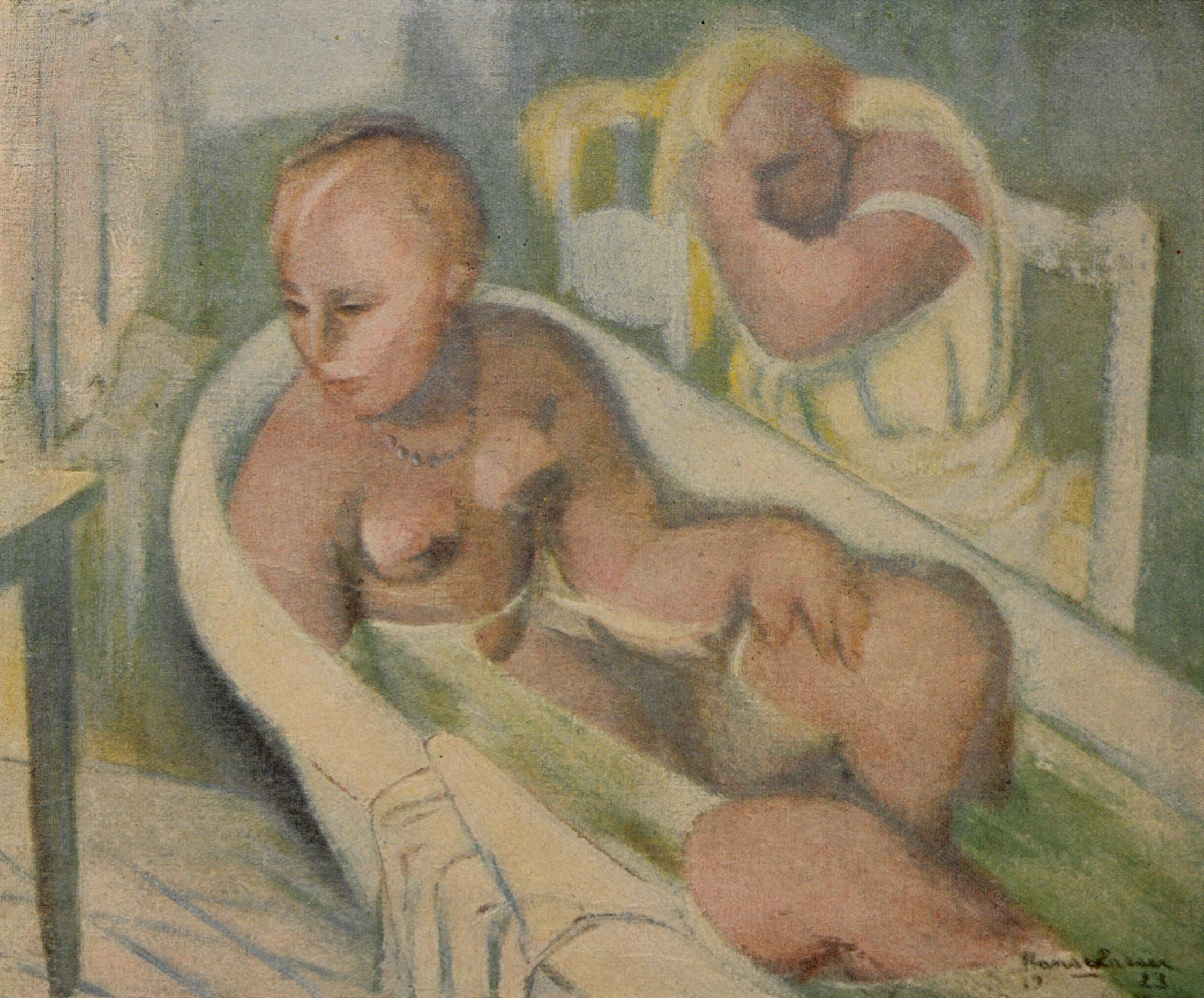
«В ванне» (1923)
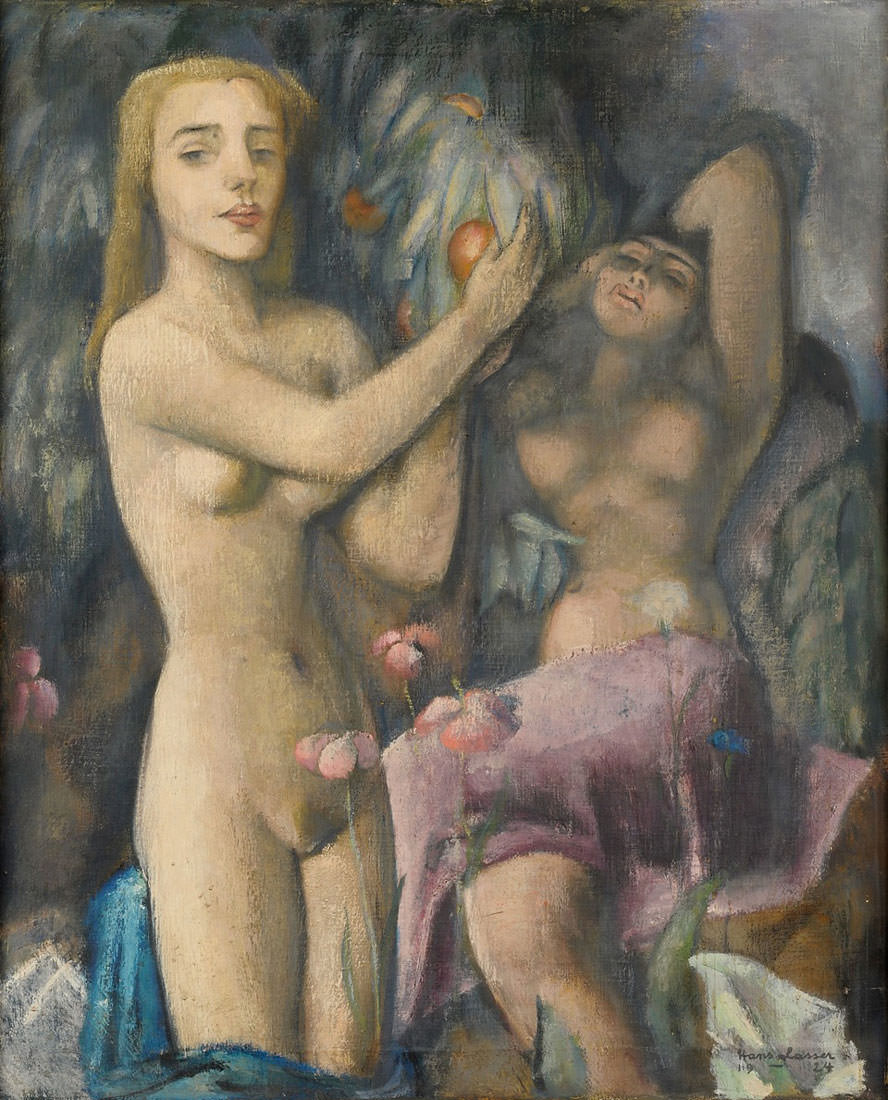
«Сон» (1924)
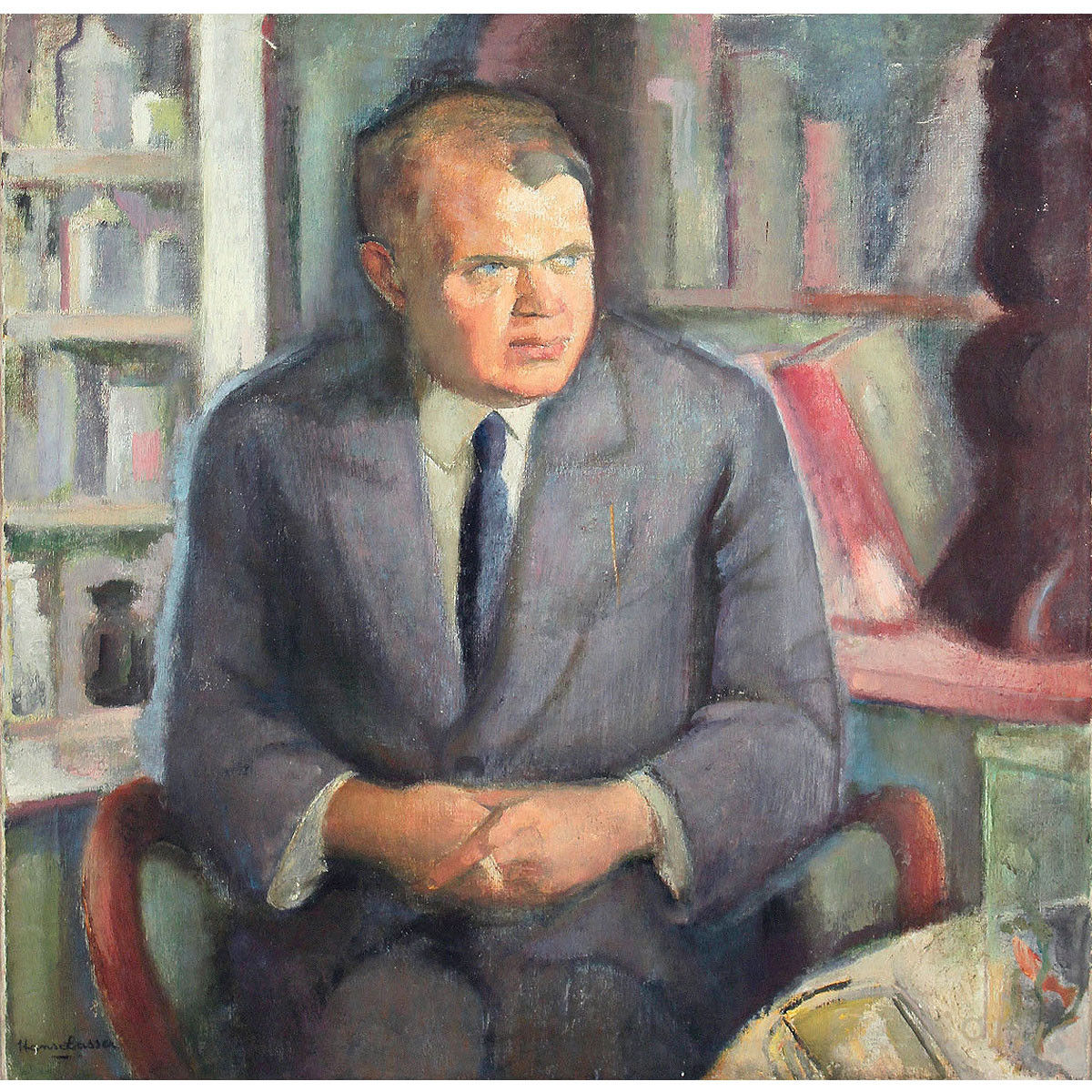
«Мужской портрет» (ок. 1925)